# Alex Fierro
Alex Fierro è un personaggio della trilogia Magnus Chase e gli dei di Asgard dello scrittore statunitense Rick Riordan; appare dal secondo libro, diventando uno dei personaggi principali. Il suo ruolo in Il martello di Thor è stato elogiato dalla critica per l’accurata e onesta rappresentazione di un personaggio di genere fluido. In quanto figlio/figlia di Loki, Alex è mutaforma e diventa un/una einherjar dopo aver perso la vita.

## Creazione e concezione
Durante un’intervista Riordan ha affermato che Alex Fierro è vagamente ispirato/a ad alcuni studenti transgender che ebbe quando insegnava. Per approfondire al meglio il personaggio, l’autore ha letto il libro di interviste Beyond Magenta.

## Descrizione
Alex indossa vestiti senza alcuna distinzione di genere, solitamente in una combinazione di verde e rosa. Sua sorella Sam preleva la sua anima quando muore in uno scontro per farne un/una einherjar e ciò inizialmente gli/le causerà enorme sconvolgimento, credendo, che a causa di ciò, sarebbe stato/a incapacitato/a a cambiare genere e forma. Essendo genderfluid passa dal genere maschile a quello femminile; preferisce che ci si riferisca a lui/lei in base al genere in cui si identifica sul momento piuttosto che con il pronome plurale “loro”. Per la maggior parte del tempo si identifica come femmina a meno che non dica il contrario. Nonostante sua madre sia Loki -dio a sua volta genderfluid e conosciuto per i suoi poteri da mutaforma- Alex non riconosce il proprio genere fluido come un tratto ereditario ma personale. Nonostante sia transgender, al suo arrivo all’Hotel Valhalla Alex viene dispregiativamente chiamato/a da alcuni einherjar “argr”, parola norrena che significa “poco virile”. Inizialmente guardato/a con sospetto essendo figlio/a di Loki, in seguito viene ben accolto/a dall’Hotel Valhalla. Come tutti i figli di Loki, Alex possiede anche doti di mutaforma (ereditati dalla madre) e riesce a cambiare il proprio aspetto in quello di diversi animali.

## Accoglienza
Alex Fierro ha ricevuto diversi elogi da parte della critica in quanto nuovo garante dei diritti LGBT. La Texas A&M University-Commerce ha notato che l’introduzione di Fierro complichi le cose e che Riordan ha passato parte del libro con la prosa a lei/lui dedicata, ma che poi approfondisce la sua caratterizzazione. Ha anche notato che Fierro rende ben chiaro di non rappresentare l’intera popolazione transgender nel libro. Hypable ritiene che l’introduzione di un personaggio genderfluid è “un rischio” in quanto parte dei lettori adulti non vorrà che i loro figli siano esposti alla “realizzazione della vita”. Tuttavia, notano che la “presa salda” di Riordan sui suoi lettori renderà la cosa accettabile. Ritengono inoltre che è una buona cosa esporre i lettori a persone di categoria di genere differente dal proprio e che Alex “è un passo nella giusta direzione”, essendo un/a guerriero/a e interesse amoroso di Magnus, protagonista della trilogia.
Laughing Place afferma che Riordan ha colto i problemi che affliggono la comunità LGBT, usando i suoi libri come mezzo per educare i lettori ad accettare le persone qualunque sia la loro identità. Il narratore della trilogia, Magnus Chase, spiega che l’identità di Alex non gli crea alcun problema e, dopo la sorpresa e confusione iniziali, lo/a accetta rapidamente. Kirkus Reviews ritiene che, con l'aggiunta di Alex Fierro, un fratellastro di genere fluido della valchiria musulmana Samirah Al Abbas, Riordan ha efficacemente interposto la complessità razziale e sessuale nel mondo mitologico norreno "tutto bianco". Common Sense Media afferma che Alex è uno dei personaggi “differenti” di Riordan e la lotta che ha affrontato nella sua vita per essere accettato/a per quello che è aggiungono profondità alla storia. Booklist osserva che Alex si occupa della questione sociale della fluidità di genere, poiché il genere che gli/le è stato assegnato alla nascita era maschile, ma prevalentemente si riconosce come donna.

### Riconoscimenti
Il Martello di Thor ha vinto il Stonewall Book Award per letteratura per ragazzi nel 2017 per la rappresentazione del personaggio di genere fluido di Alex. L’American Library Association ritiene che Fierro è un eroe che rappresenta le “possibilità espansive” di genere per le future generazioni.

## Influenza
All’inizio del 2017 i legislatori repubblicani del Texas hanno introdotto una bolletta del bagno nel Nord Carolina e Riordan venne invitato all’evento come onore per aver creato personaggi transgender come Fierro; Riordan declinò l’offerta e disse di “fermare questa cosa senza senso” per onorarlo. The Washington Post ha osservato che i fans di Riordan e Fierro renderanno la prossima generazione di leader americani più tolleranti.